# レース旗

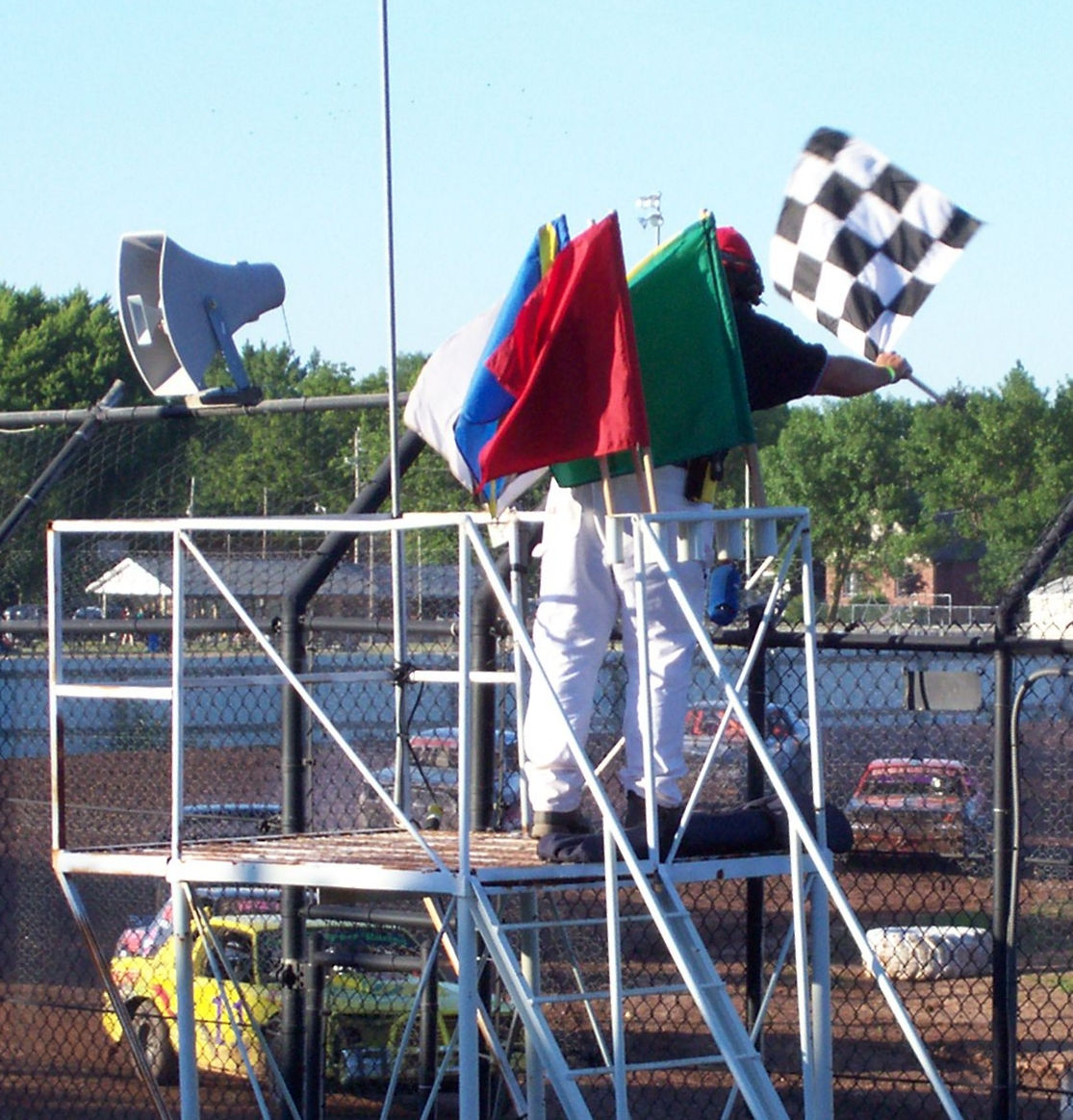
旗係（マーシャル（英語版））がチェッカーフラッグを振る。彼の後方にはストックカーレースで使用される全ての旗が収められている。

レース旗（英: Racing Flags）は、自動車競技、あるいはモータースポーツにおいて、コース上でドライバーに対して重要なメッセージを伝えるために使用される旗。
競技長や副競技長、マーシャルポスト要員と呼ばれるスタッフが旗を振って、ドライバーにコースや自車（ないし自身）の状況を伝達する。
旗信号、信号旗とも呼ばれる。

## 概要
モータースポーツでは、レース運営団や審判団とドライバー間の直接の意思疎通が難しいうえ、ドライバーは走行しながら瞬時の判断を求められることから、旗の色や掲示方法に意味合いを持たせて表示することで、意思疎通を図ろうとするものがレース旗である。
通常は、コントロールライン付近や所定の距離ごとに設けられたポストから掲示され、掲示された旗の意味は、原則掲示されたポストから次のポスト、ないし、グリーンフラッグが掲示されるまで効力が継続される。但し、一部旗（赤旗、黒白旗、チェッカーフラッグなど）は、掲示と同時にコース全体に対して効力が発生したり、警告の意味で掲示されるものがあるため、この限りではない。
旗が用いられるのは、ドライバーが視認できる昼間帯のみであり、夜間は旗に代わり灯火による表示に置き換えられる。夜間のレース旗表示に関しては、2008年シンガポールグランプリからのF1における夜間・薄暮レース開催に併せ開発された、「デジフラッグ」と呼ばれるLEDライトを使用した電光掲示レース旗を併用しているサーキットもある。
（※ : 電光掲示レース旗に関しては、後述の#デジフラッグを参照。）
レースシリーズによって使用される旗の種類が異なる、あるいは使用する旗は同じであってもドライバーに伝えるメッセージの意味合いが全く違うものもある。逆にレース旗の種類によっては他のレースシリーズで共通したメッセージの伝達として使用するものもある。特に、モータースポーツのシリーズ発祥の違いからヨーロッパが中心となるFIAが認可しているレース旗と、アメリカ発祥のインディカー・シリーズ、NASCARのレース旗とでは色味やその旗が意味するメッセージも微妙に異なる。FIAは「チャンピオンシップフラグ」という形でレース旗を厳格化しており、世界的にも知名度の高いF1、WRC、WTCCのような国際的な大会を全てカバーできるよう、モータースポーツ協会によってレース旗の種類が統一されている。
前述の顕著な例としては「チェッカーフラッグ」が挙げられる。チェッカーフラッグはどのレースシリーズにおいても「スタート/フィニッシュラインを通過してレースが終了した」という意味で使用される共通な意味を持つレース旗の代表格である。また、一般的に全ての自動車競技の中でペナルティに対しては「黒旗」が採用され、「赤旗」もレース中断を知らせる為に使用される等、これらのレース旗は各レースシリーズ間で共通している。しかし、レース旗は運営者とドライバーとの意思疎通を図る重要な手段であるため、前述の理由などで解釈の齟齬が発生することは、事故や生命の危険に関わる事態に繋がる恐れがあるため絶対に許されない。そのため、レース旗の種類や解釈は、競技規則に明示されていたり、イベント開催前のブリーフィングにおいて運営側とドライバーとの間で必ず確認される。
レース旗は掲げたままの「静止掲示」と、旗を振る「振動掲示」の2種類の掲示方法が存在し、静止掲示のみされる旗、振動掲示しかされない旗、両方の掲示方法がある旗がある。特に振動掲示はより切迫した状況を伝達する場合に用いられる。また、「競技長のみが掲示できる旗」、「競技長の指示を受けてオフィシャルが掲示できる旗」、「オフィシャルの判断で掲示できる旗」が決められているほか、アメリカンモータースポーツでは掲示場所で意味合いが変わってくる場合がある。
| Flag | 名称                     | FIA（サーキットレース） | NASCAR | IndyCar |
| ---- | ------------------------ | --- | --- | --- |
|      | 緑旗                     | トラックが走行可能（クリア）である。原則、危険箇所が終了した直後のマーシャルポストで振られる。 | レースやセッションのスタート・再開、ローカルイエロー区間（インディカーのみ）の終了。                             | レースやセッションのスタート・再開、ローカルイエロー区間（インディカーのみ）の終了。                                                                                               |
|      | 黄旗                     | コース上に危険がある。減速、車線変更の用意、追い越し禁止。2本表示の場合は、大幅な減速、車線変更、停止の用意。 | コース上に破片や停止車両などの危険がある。減速及び追い越し禁止の上、セーフティカー先導（フルコースコーション）。 | オーバルコースの場合、フルコースコーション。ロードコースの場合、1本表示はFIAルールと同じ（ローカルイエロー）、全ポストで2本表示の場合、フルコースコーション。                      |
|      | オイル旗                 | コース上に、オイルまたは水があるために摩擦抵抗が低下している箇所がある。 | コース上に破片がある。（ロードコース開催時のみ使用）                                                             | オイルや水、その他の物質によって、コース表面の状態が変化している。 |
|      | 赤地に黄の対角格子線旗   | （未使用） | ピットレーン閉鎖中。                                                                                             | （未使用） |
|      | 赤旗                     | セッションの中断やレースの中止。 | 不明 | セッションやレースの中断、中止 |
|      | 白旗                     | 非常に低速な車両が当該区間にいる。 | ファイナルラップ                                                                                                 | ファイナルラップ。（ロードコースの練習走行、予選中のみ）遅い車が当該区間にいる。                                                                                                   |
|      | 白地に赤十字旗           | （未使用） | （未使用） | コース上に救急車両・マーシャルカー・オフィシャル等が入っていることを示す為に表示される。                                                                                           |
|      | 黒旗                     | （同時にカーナンバーが書かれたサインボードが掲出され）当該車両はピットまたは規則で示された場所に停止せよ。掲示周を含む3周以内にピットインが求められる。                                                                                | 次周に直ちにピットインせよ。ピットイン中に掲示された場合は、車載無線が故障している。                             | 規則違反あり、次周に直ちにピットインし、審判団の裁定に従え。 |
|      | オレンジサークルフラッグ | 車両に機械的欠陥があり、そのドライバー自身あるいは他のドライバーが危険に瀕しているため、次周に自己のピットに停止せよ。 | （未使用）FIAルールと同じ意味は黒旗が担っている。                                                                | （未使用） |
|      | 黒白旗                   | （同時にカーナンバーが書かれたサインボードが掲出され）非スポーツマン行為を行ったため、警告とする。 | （未使用） | （未使用） |
|      | 黒地に白の対角格子線旗   | （未使用） | ポイント獲得権利の失効（つまり失格）。                                                                           | ポイント獲得権利の失効（つまり失格）。 |
|      | 青旗                     | （ピットアウト車に対して合流時に）後方からマシンが接近している。プラクティス中に限っては、追い越しをしようとしている自車より速い後続車に進路を譲れ。レース中に限っては、周回遅れにされようとしている車両に対して、後続車を先行させよ。 | コース上に遅い車もしくは停止車両がいる。追い越しはしても良い。（ロードコース開催時のみ使用）                     | 後方から追い越しを試みる車両がいるので、配慮せよ。ロードコースのスタートライン、（審判団からの指示の下）オーバルコースのスタートラインで掲示された場合、直ちに後続車に進路を譲れ。 |
|      | 青地に黄の対角線旗       | （未使用） | 後方から速い車が迫ってきている事を警告。FIA青旗とほぼ同義。                                                      | （未使用） |
|      | 国旗                     | 決勝レースのスタート。 | （未使用） | （未使用） |
|      | チェッカーフラッグ       | 練習走行、予選、決勝レースの終了。 | 練習走行、予選、決勝レースの終了。                                                                               | 練習走行、予選、決勝レースの終了。 |

尚、前述してあるが、上記リストのに記載されたFIAフラッグルールは、サーキットレースにおけるルールであり、その他のラリー競技、ヒルクライム競技、ラリークロス競技等のルールにおいては、概ねの意味は同じだが、細かな掲示ルールや意味合いが違うことに注意が必要である。
又、先述のようにレース旗を厳格に統一しているFIA直下の国際レース競技においては下記のように明確な規定が存在し、色味も他のレースカテゴリーのレース旗と違う。
| 規定の種類       | 規定の内容                                                                                                   |
| ---------------- | --- |
| レース旗のサイズ | 最小寸法は60cm×80cm。80cm×100cmが好ましい。 尚、赤旗とチェッカーフラッグは必ず80cm×100cmでなければならない。 |
| レース旗の色     | パントーン社のカラーコード（物体色用規格）に準拠                                                             |
| 赤               | 186C （赤旗、オイル旗など）                                                                                  |
| 黄               | YellowC （黄旗、オイル旗など）                                                                               |
| 青               | 298C （青旗）                                                                                                |
| 緑               | 348C （緑旗）                                                                                                |
| 黒               | BlackC （黒旗、黒白旗、チェッカーフラッグなど）                                                              |
| 橙               | 151C （オレンジサークル旗の一部）                                                                            |
| 白               | White （白旗、黒白旗、チェッカーフラッグなど）                                                               |

## ステータスフラッグ
ステータスフラッグ（英: Status Flags）は、セッション中にコースの一般的な状況を全てのドライバーへ知らせるために使用されるレース旗である。これらのステータスフラッグの内、いくつかのレース旗は下記の通り増強して使用される可能性もある。又、ランプの点灯によってステータスフラッグと同じ役割として使用されるレースシリーズも存在する。

### 緑旗（グリーンフラッグ）

緑旗はコース上の状況がクリアになった事を示す。

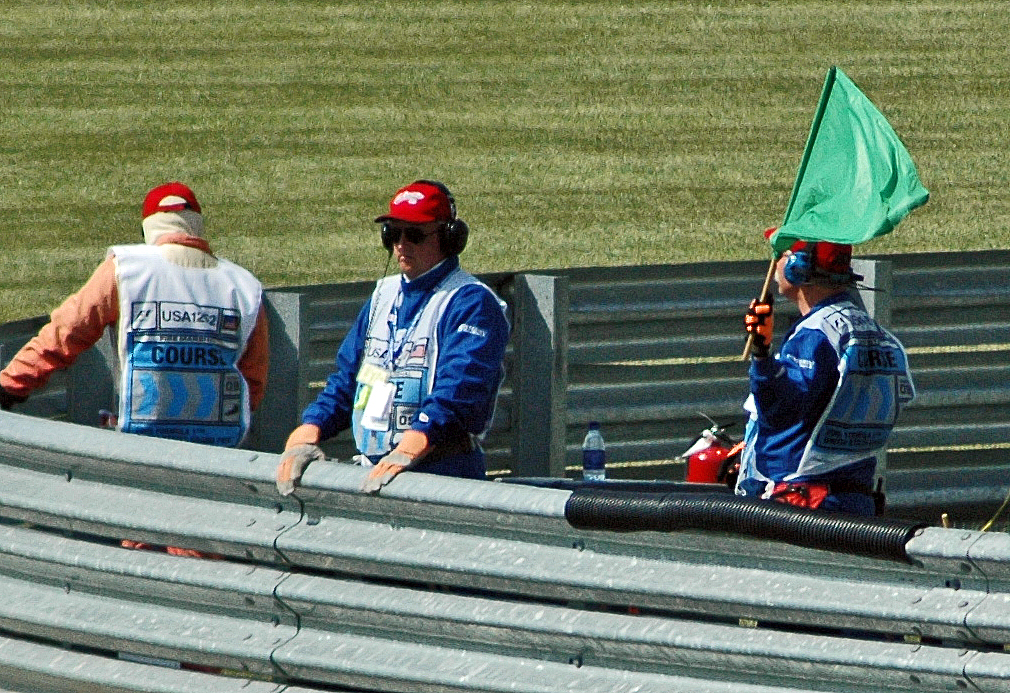
緑旗を掲示することによってセッションの再開を知らせるマーシャル。（※ : 写真は2005年アメリカGP）

緑色のレース旗（英: The Green Flag）は、コース上の状況がクリアであり、走行可能であることを示す。この旗が掲示されると、通常のレースやタイムアタックを行うことができ、追い越しに関しても制限はない。掲示される際は、振動掲示のみである。
主な使用場面は、レースやセッションの開始を示すために表示と危険に対する警戒解除を示す場合である。前者は、レース前のフォーメーションラップ終了後、レース開始を知らせるために振られる（F1等）他、フォーメーションラップが黄旗2本掲示で行われる場合（スーパーフォーミュラやSUPER GTのスタンディングスタート時など）、黄旗解除の意味で使用される。後者は、セッション中に何らかの理由でコース上に危険（※ : 詳細は後述の#黄旗（イエローフラッグ）を参照）があった場合などに、その危険性が解決して取り除かれた事が認められた場合や、危険に注意を要する区間が終了した際に掲示される。
又、ピットの入り口に緑旗が振られる場合、ピット閉鎖が解除されていることもある。
NASCARでは、緑と黄色のレース旗を同時に振って、慎重にレースの周回をカウントするように促す為に使用されることもある。代表的な例としては、トラック上がレース開始当初は雨の為にウェットコンディションだったが、後に雨がやんで次第に路面がドライコンディションに変化してゆく場合などでこのような形に振られるケースがある。

### 黄旗（イエローフラッグ）

黄旗は注意を意味する。

黄色のレース旗（英: The Yellow Flag）は危険信号を意味し、コース上に危険があることを示す。掲示の際は、原則として振動掲示である。
FIA国際モータースポーツ競技規則 付則H項には、サーキットコースでの黄旗掲示と取るべき行動について、以下のように規定されている。
- 黄旗が1本振られている場合 : コース脇やコースの一部に危険箇所あり。速度を落とし、追い越しをしない。進路変更する準備をしておく。
- 黄旗を2本振られている場合 : コースを完全にあるいは部分的にブロックするような危険箇所、もしくは、マーシャルがコース上で作業をしている箇所あり。速度を大幅に落とし、追い越しをしない。進路変更する、あるいは停止する準備をしておく。

状況によっては、黄旗振動のまま「SC」を出してセーフティカーを進入させたり、フルコースイエローやバーチャルセーフティカー（下記）に変更して各車の速度を抑える、赤旗（※ : 詳細は後述の#赤旗（レッドフラッグ）を参照）に変更してレースを一時停止させる場合がある。
この危険区間がどのくらいの長さで必要なのかは、マーシャルポストの間隔や危険の大きさを競技長が考慮し、その裁量によって若干の変化が許容されている。
インディカーシリーズでは、ロード／ストリートコースと、オーバルコースで意味合いが変わってくる。ロード／ストーリートコースの場合、黄旗1本による危険区間掲示はローカルイエローと呼ばれ、その内容は前述のFIAルールの1本振動のそれと全く同じである。一方、全ポストでの黄旗2本による掲示や、オーバルコースにおけるコントロールラインでの黄旗掲示は、フルコースコーションと呼ばれ、直ちにペースカーが導入され、スピードを制限し隊列を整える（具体的な行動は、下記のセーフティーカーと同じ）。この間は追い越し禁止である。オーバルコースでは、黄色いライトをコントロールラインで点灯させたり、キャッチフェンス支柱に設置された赤色のフラッシュライトを明滅させることで、フラッグを補う役割を持たせている。
NASCARにおける黄旗もフルコースコーションと呼ばれ、インディカーのそれと同じように対処される。

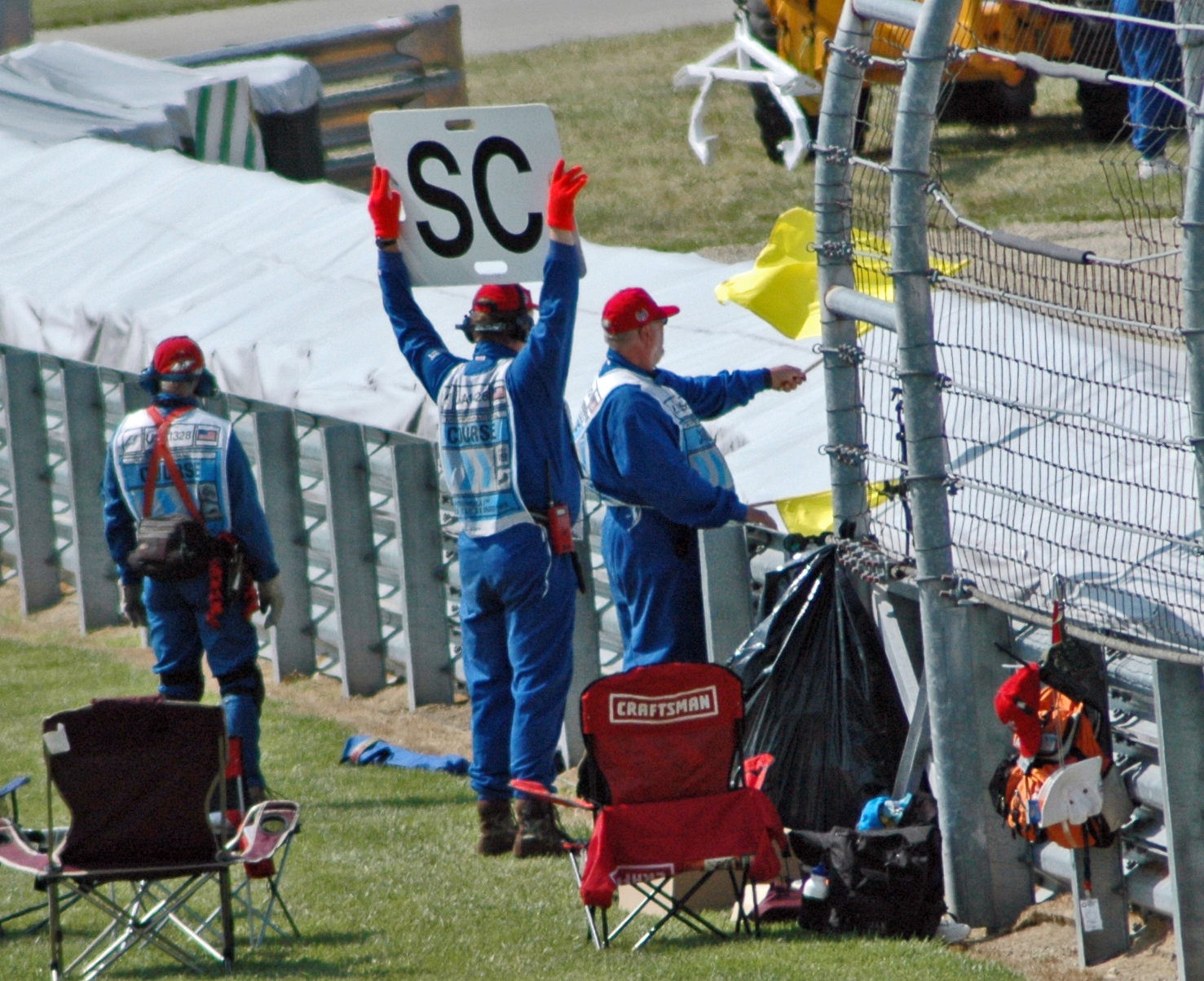
黄旗と共に「SC = セーフティカー」のサインボードが出される。（※ : 写真は2005年アメリカGP）

セーフティカー（英: Safety Car）は黄旗が振られた後、その危険性の度合いによって大きな白いサインボードで「SC」と大きく黒文字で表示される。これは直ちに無線によって知らされその周回にセーフティカーが出動する（している）ことを意味する。黄旗は危険区間のみに対してレースルールの効力が発生するが、セーフティカーはコース全体に対して黄旗と同様の効力が発生し、セーフティカー出動中は、全区間で黄旗が振られ同時にドライバーは全区間での追い越しが禁止される。そのセーフティーカーはトラック上の危険要素が全て取り除かれたことが確認された後にピットレーンに入りレースが再開される。尚、これら黄旗と共に「SC」のサインボードの効力が解除されるのはスタート/フィニッシュラインとなっており、この地点で競技長によって緑旗が振られている前を通過して追い越し禁止制限が正式に解除されるルールとなっている。したがってセーフティカーが再びピットレーン内に入ったから直ちに追い越しが許されるわけではない。
F1では、2010年よりセーフティカーが第1セーフティカーライン（ピットレーン入り口手前の白線）を越えたときから追い越しが可能となっていたが、そのルールには曖昧な解釈も存在しており同年のモナコGPでは解釈の仕方によっては可とも非とも取れないルール上の問題も発生している。
またWEC、フォーミュラE、SUPER GTおよびスーパーフォーミュラ（2020年以降）でフルコースイエロー（FCY）、F1でバーチャルセーフティカー（VSC）と呼ばれているものは、セーフティカーを出すほどではないアクシデントの際、各車のスピードを制限するものである。FCYでは大きな白いサインボードで「FCY」と大きく黒文字で表示され、黄旗が振られる。VSCでは#デジフラッグに「VSC」と表示される。これらが発動・解除されるタイミングはレースディレクターから全ドライバーに無線でカウントダウンされる。発令された場合、全区間で80km/h（スーパー耐久では50km/h）に制限され、追い越しも禁止、一部レースシリーズではピットインも禁止される（但し発令前にピットインした車両のピット作業は可）。

### 黄色と赤色のストライプ旗（オイル旗）

オイル旗はコース表面に問題が発生している場合に表示する。

黄色と赤色のストライプ旗はオイル旗、あるいはサーフェイス旗（英: Oil Flag, Surface Flag）とも呼ばれ、このレース旗が掲示される区間は滑りやすくなっているという注意の意味で扱われる。一般的にエンジンブローなどによってオイルやクーラントがコース上に撒き散らされたり、スピンによってコースの外から大量の砂が持ち込まれてしまった時、あるいはクラッシュで非常に細かなマシンパーツの破片が散らばってしまった時、突如として雨が降ってきて水たまりが発生している時など、路面状況が著しく劣悪になりマシンのグリップ力が非常に低くなる可能性が発生し、尚且つ黄旗のように壊れたマシンを撤去するだけのような危険性排除行為では解決できない路面の問題に対して掲示される。この旗は原則として静止して表示される。例外としてコースに小動物が侵入した為、それをドライバーに伝える為にオイル旗を振って注意を促したことがある。このレース旗の掲示は「コースの表面に問題がある」のを認めた場合に表示する意味合いから欧米では「サーフェイス旗（表面旗）」と呼び名が付いた。一定時間が経過した時や、ウェットレース宣言がされた場合は、掲示しなくなる場合もある。

### 赤旗（レッドフラッグ）

赤旗はレース中断を意味する。

赤色のレース旗（英: The Red Flag）は、セッションを続行するには危険が孕む為にレースを中断する必要がある場合に掲示される。掲示方法は振動掲示のみ。掲示された場合は、即座に減速し、追い越しは禁止。次にピット入口に差し掛かった際にピットに帰還しなければならない。またFIAサーキットルールでは、決勝レース中に掲示があった場合、赤旗ラインと呼ばれる停止位置まで低速で向かわなければならない。ピットやガレージエリア、赤旗ライン上では、修復作業を行う事や、ドライバーの乗降、スタッフのマシンへの接触は原則禁じられているが（以上の行為があった場合は、即リタイア）、競技長の判断や、レギュレーションによって許可される場合もある。
赤旗が掲示される顕著な例としては、非常に大きな多重クラッシュ、豪雨によってコース上でレースが続行不可能と認められた場合、クラッシュによるマシン炎上、コースを大幅に塞ぐクラッシュ、甚大なクラッシュによってフェンスや壁が破壊され観客に対する危険性が高まった場合などに掲示される場合があるほか、予選中にマシンがコース上やコースサイドで止まってしまった場合も赤旗が掲示される（黄旗表示で減速を求められる関係上、タイムアタックできなくなるため）。又、ドライバーや監督などレースに直接携わっている関係者からマーシャルや審判団に対して赤旗を促す例や、変わった例として1993年のスパ・フランコルシャン24時間レース中、当時のベルギー国王であったボードゥアン1世が崩御した為、赤旗が出されレース成立となった事例も存在する。
いくつかのレースシリーズでは赤旗を重大な事故が発生したレースに対して、一時的な中断のために使用する。又、赤旗によってレースが終了した場合、そのトラック上の全ての車はコントロールラインでチェッカーフラッグを受けるのではなく、その旗が振られた時点より2周前のコントロールライン通過順によって順位が決定する。これは、赤旗掲示によって、無用無謀なオーバーテイクを防ぐためである。また、インディカー・シリーズでは終盤にクラッシュが起こった際にイエローチェッカーを防ぐために単純なクラッシュでも敢えて赤旗を掲示してレースを中断することがある。
F1においては、レースが2周を終えている時点で赤旗が掲出されレースが終了した場合はグランプリとして成立する事になっている。又、F1では潜在的な不安要素と重なって赤旗が掲出されたケースもあり、初開催となった2010年韓国GPでレース開始3周で赤旗が振られた。これは決勝日に雨が降った為であるが、サーキット建設工事の遅れからレース開催10日前に路面工事が終了し新舗装路面の油分が残る状態であった事と、十分な排水工事が行えなかった事が重なって比較的普通の降雨量であったにも関わらず著しく路面に水が張ってしまった状態となり、雨が収まるまで約50分間レースを赤旗によって中断した。

### 白旗（ホワイトフラッグ）

白旗はコーストラックに遅い車、オフィシャルカー、又はファイナルラップになったことを示すいずれかに意味。

白色のレース旗（英: The white flag）はFIAが主催する国際自動車スポーツ、あるいは北米で行われているインディカー・シリーズ、NASCARによって意味合いが違う。FIAルールの場合、掲示ポストの区間内に遅い車が存在することに注意を喚起する場合に使われる。インディカー、NASCARは、ファイナルラップに入ったことを報せる為に白旗が振られる。いずれも、掲示方法は振動掲示である。
FIAルールの場合、オフィシャルカーや救急車やFRO（SUPER GTのみ）などのレースカーと比較して低速走行する車がコースに入っている事を知らせる、コースオフしたレースカーがコースに復帰する際の初期加速中による低速走行、何らかのトラブルによってスローダウンしているマシンがいるときに掲示される。

## インストラクションフラッグ
インストラクションフラッグ、（英: Instruction Flags）とは1人のドライバーに対してメッセージを伝達する（命令）意味で使用される。

### 黒旗（ブラックフラッグ）

黒旗は該当ドライバーに対してピットに入る事を指令する意味である。

黒色のレース旗（英: The Black Flag）は、ピットにドライバーを召還するために使用される。一般的にはルールに背いたドライバーやチームを処罰する為に使用される。黒旗は静止掲示され、対象車両のカーナンバーが書かれたサインボードも同時に掲出される。一般的にはコントロールラインの管制から競技長が黒旗とサインボードを掲示するが、競技長の指示がある場合は、コース上の各マーシャル駐留ポストからも黒旗が掲出されることもある。黒旗とサインボードに書かれたカーナンバーのドライバーは速やかにピットに戻らなければならない。なお掲示の事実やその裁定は、ピットに居る当該マシンのチームスタッフにも伝達される。ピットに戻った後は、競技規則で決められた位置にマシンを誘導し、審判団からの裁定に従うことが求められる。なお、この黒旗掲示は3周までしか行われず、掲示から4周してもピットに入らなかった場合は、失格が裁定される。
尚、重大な事故などで全てのドライバーに対してピットに戻るように指示する場合は黒旗ではなく赤旗を振って各ドライバーにレースが中断したことを知らせる。
NASCARでは、レース車両のボンネットが緩んだり、外れかかったバンパーを引きずっていたり、機械的に危険が認められる場合に使用される（下記のオレンジボールフラッグと同義）。また無線機器の故障のため、マシンを戻す為のメッセージとして黒旗が使用される場合もある。

### 黒地にオレンジ玉の旗（オレンジサークルフラッグ）

マシンに対して機械的な問題があり危険が認められた場合、ピットへ戻るように指示する意味。

黒地にオレンジ玉の旗（英: Black Flag with Orange Circle）は、FIA直下のカテゴリーのレースで使用されるレース旗である。先述の黒旗と同様にドライバーをピットに召還する意味を持つ旗であるが、マシンから燃料が漏れている、カウルパーツが破損しマシンから脱落しかかっているなど機械的な問題が見られるマシンを駆るドライバーに対してピットに戻るように指示する。黒旗と同じく競技長が管制からサインボードと共に静止掲示して対象ドライバーを召還する。ピットイン後は、技術審判員が修繕を監視する。修繕が完了したと審判員が判断するまでの間、ピットアウトは許されない。審判員にどのくらい修繕すれば良いのかアドバイスを聞くことはできる。
別称として、日本ではオレンジボールフラッグ、英語圏ではオレンジディスクフラッグと呼ばれる。

### 黒/白旗（ブラック アンド ホワイトフラッグ）

この旗を掲示されたドライバーは素行不良によるペナルティを示す意味。

黒と白のレース旗（英: Black / White Flag）は非スポーツマン行為を行なったドライバーに対して使用される旗である。このレース旗もFIA直下のカテゴリーでのみ使用される旗であるが、先述までの黒旗やオレンジサークル旗と意味合いが違うのはあくまで「ドライバーの素行不良」に対して表示される旗であり、マシンの機械的問題やドライバーやチーム関係者のルール違反では表示されない点が大きな違いである。基本的には「警告」の意味で1度だけ使用され、次回も同じくスポーツマンシップに欠ける行為をしたドライバーは黒旗が掲示されるなどのペナルティが科される。
この旗が使用されるケースは極めて稀であったが、例えばＦ１では2019年ベルギーGP・イタリアGPと二戦連続で掲示され、レーススチュワードも今後この旗をイエローカードのように活用する事を示唆するなど、使用機会が増える事が予測される。2カテゴリー混走で接触が多い日本のSUPER GTでは以前から積極的に使用されており、レース中複数回提示される事も多い。

### 白十字旗（ホワイトクロスフラッグ）

この旗は失格を通知する。

黒地に白十字のレース旗（英: The White Cross Flag）はNASCARやインディカーシリーズ等のいくつかのレースシリーズで使用される。長時間黒旗が表示されピットに戻ることが指示されているにも関わらず、それも長時間にわたって無視し続けるとこの旗がカーナンバーが書かれたサインと共に静止掲示される。白十字旗の意味はすでにポイントを獲得する権利が失われている（即ち、失格）を意味する。

### 青旗（ブルーフラッグ）

青旗は後続車両を抜かせるように指示する意味で使用される。

青色のレース旗（英: The Blue Flag）は後続車両に進路を譲ったり、後続車両に抜かせるように指示する意味で使用される。
練習走行や予選においては、タイムアタックをしている車両としていない車両とで速度差があり、衝突等の危険があるため、アタック中のマシンが非アタック中のマシンに近づいてきた際に、青旗を掲示して進路を譲るよう指示される。これを無視した場合は、ほとんどのレースカテゴリーにおいてアタック妨害とされ、何らかのペナルティが課せられる。
レースでは、周回遅れの車は速やかにより多くの周回を重ねたドライバーに進路を譲らなければならないルールがある（※ : 但し、レースシリーズによってはこの進路譲歩をルールではなく「マナー」にしているものもある）。しかし、先行する車両はミラーでたとえ後続車を確認出来てもそれがレースをすべき車なのか、あるいは追い抜かせるべき車なのかを確認するのが困難な場合もある。その為、マーシャルが駐留するポストで審判団からの連絡によってどの車に青旗を掲示するかの指示がある。青旗による指示を出されたドライバーは速やかに後続車を抜かせる義務がある。NASCARでは青地に黄色の対角線が斜めに1本入った旗がこれに該当する。
F1では青旗を無視する行為を続けると、旗を振るあるいは次第に多くの旗を振って後続車に進路を譲る様よりドライバーの目にも映りやすい指示を出すが、マーシャル駐留ポスト3区間の青旗指示に対してドライバーが進路譲歩を無視をする場合、そのドライバーに対して5秒のタイム加算や、ドライブスルーペナルティが課せられる。インディカーでは、コントロールライン上で掲示されてから1周以内に進路を譲らない場合、ペナルティ対象となる。
青旗が使用されるときは振動掲示だが、単に速い後続車がいる場合（同一周回などで譲る必要がないときなど）は、静止掲示のみで使用されることもある（ピットレーン出口など）。

## チェッカーフラッグ
チェッカーフラッグ（英: The Chequered Flag）とは、フィニッシュラインで振られる旗である。セッション（レース）が全て終了したことを示す意味で表示される。一般的にはこのレース旗は振って掲示されることが多くF1、NASCARでは1本のチェッカーフラッグを振り、インディカー・シリーズでは2本のチェッカーフラッグを振ってレースの終了を知らせる。又、「チェッカーフラッグを受ける」という表現（英語圏の "Driver to take the checkered flag."）は各国共通して「勝者」を表す比喩に使用される事も多い。
ドライバーはチェッカーフラッグを確認してフィニッシュラインを通過すると、安全速度に減速するように各レースシリーズのレギュレーションで法令化がされている。尚、この安全速度走行を「ウィニングラップ」や「ヴィクトリーラン」等と呼ぶ。チェッカーフラッグを受けたドライバーはウィニングラップ走行後、各シリーズのレギュレーションに応じた駐車場（※ : F1ではパルクフェルメ、SUPER GT等ではホームストレート上）や、パドックなどレースシリーズに応じた車両保管所に停車させなければならないという明確なルールになっている。

### チェッカーフラッグのデザイン

典型的なチェッカーフラッグ。

チェッカーフラッグには標準的な設計がある。チェッカーフラッグは白と黒の正方形または長方形を市松模様に配置交互に構成されている。この模様の構成はレースシリーズによってレース旗のサイズから、白/黒の四角形の数、サイズ、長さも幅も比率も異なるが、旗棒の竿頭に近い旗地最上部の四角形は必ず黒になるように定められている点では共通している。
F1などの国際自動車連盟（FIA）傘下の競技では旗について明確な規定があるため、市松模様のみの典型的なチェッカーフラッグであるが、NASCARにおいては2004年からチェッカーフラッグの中心部にユニオン76やサンオコなど燃料サプライヤースポンサーのロゴが描かれたり、行われたレースの日付がチェッカーフラッグに縫い付けられたもの等、他のレースカテゴリーと違った特殊なチェッカーフラッグとなっている。又、NASCARにおいてはレースに使用されたチェッカーフラッグを優勝したチームに対してトロフィーと一緒に授与する。

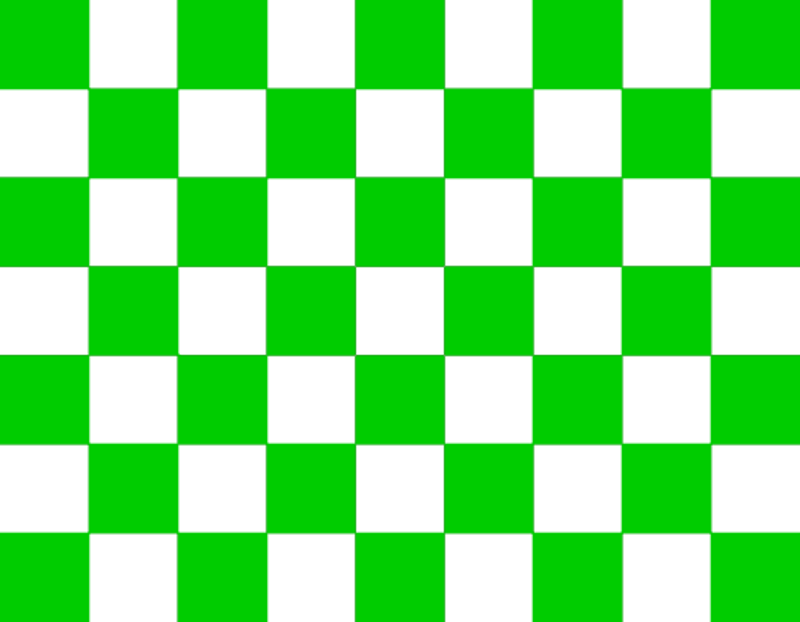
NASCARにおいてステージ終了時に使用される緑と白のチェッカーフラッグ。

NASCARでは2017年シーズンから3ステージ制を採用。緑と白の配色のチェッカーフラッグが導入され、第1ステージおよび第2ステージ終了時に振動掲示されることとなった。ステージ終了時にはグリーンチェッカーが振られ、着順が固定されるとともにフルコースコーションとなり、次のグリーンフラッグによりレース再開（リスタート）となる。第3ステージ終了は即ちレース終了であるため、通常の白黒のチェッカーフラッグが用いられる。
日本のオートレースではレース終了時の合図に、模様こそ市松模様だが白と赤で塗り分けされたチェッカーフラッグが使用されている。

### チェッカーフラッグの起源
チェッカーフラッグの起源についての説は様々なものがあるが、一般的に囁かれているのはアメリカ中西部の開拓史時代で多くの人々を集めた催事を行い、食事の支度が終わるまでの間の催しの中にダービーが行われた。多くの人々がダービーに熱中する中、食事の準備が終わっても人々の注目はその馬のレースにあった為、そのレースの終わりを知らせる為に大きな布地を振って知らせるのが良いと考えた人が食卓に敷くテーブルクロスで振って知らせた。そのテーブルクロスの柄が市松模様だった為、これが現在のチェッカーフラッグの起源だとする説。
そして、もう1つの起源説は、19世紀のフランスにおける自転車レースだといわれる。
いずれの説も検証するには歴史的にその資料が見当たらない為に失われてしまっているが、高い可能性として多くの群集、レースを行う当事者が黒と白などのコントラストの高い目立つものを表示することで視界にそれが映り、レースの終了を知らせるには効果的であったという認識がある。
チェッカーフラッグが確認できる最古の写真記録は1906年にニューヨークのロングアイランドで行われたヴァンダービルトカップレースであり、レースの終了のために使用しているのが様子が写真として収められている。近年、写真のデジタル復元によって優勝車両が特定出来た事と、同ヴァンダービルトカップレースにて1904年と1905年のフィニッシュの様子を収めた写真が発見された為、チェッカーフラッグが収められた最古の写真は1906年であると断定された。
2006年にフレッド・エグロフによって書かれ出版された「The Origin of the Checker Flag - A Search for Racing's Holy Grail  チェッカーフラッグの起源 - レースの「聖杯」を探索する」によると、ワトキンズ・グレン・インターナショナルに勤めるシドニー・ウォルドンとの会話の中で、それまでレースで使われていた「チェッキングステーション (Checking Station) =現在のチェックポイント (Check point)」がチェッカーフラッグの起源であり、その目印ということでパッカードモーターカンパニーが「Check」にちなんだレース旗を1906年に考案したと語られている。
尚、インディカー・シリーズで2本のチェッカーフラッグを振ってレースの終了を合図するようになったのは、1980年のインディ500のスターターを務めたデュエイン・スウィーニーが起源となっている。それまでは1本のチェッカーフラッグを振ってレース終了を合図していたが、スウィーニーは2本のチェッカーフラッグを振ってレースの終了を知らせた。又、レースの開始に関してもスウィーニーは2本の緑旗を振ってスタートを知らせた。

### モータースポーツ以外でのチェッカーフラッグ

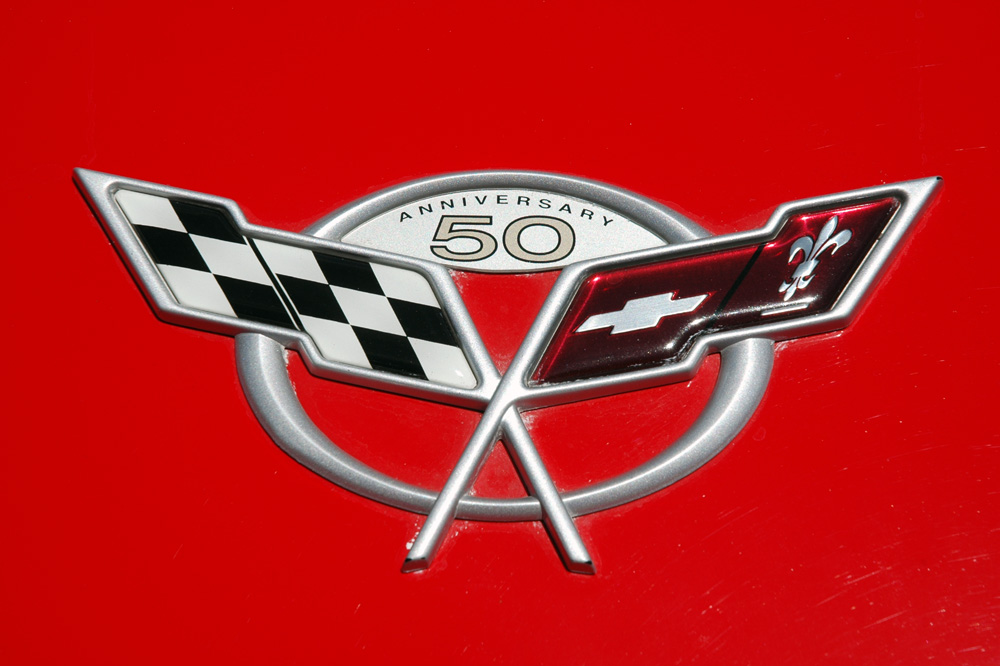
シボレー・コルベットのエンブレム。

チェッカーフラッグはしばしばモータースポーツとは無関係なものに使用されるケースがある。

#### モータースポーツに由来
1つは「Finish（完了）」を表す意味でチェッカーフラッグが使用される。代表的な例として、いくつかのソフトウェアのインストールプログラムが、正常にインストールされると完了を表す為にチェッカーフラッグが表示される。又、アメリカ合衆国内において、1956年から1973年までヤンキー・スタジアムの各コーナーにやエンドゾーンにチェッカーフラッグが表示されていた。
2つは「勝者や一番のシンボル」としてチェッカーフラッグが使用される。モータースポーツにおけるレースでの最初にフィニッシュした者が「チェッカーフラッグを受ける」という意味からである。
他にはモータースポーツや速いという印象のデザイン（アイコン）としても用いられる。市販車においては、シボレー・コルベットのエンブレムは旗が交差するようにデザインされ、その片側の旗はチェッカーフラッグをモチーフにされているものである。

#### それ以外
イギリスで行われる競馬（障害競走）のグランドナショナルでは、レースが2周目に入った際に1周目で落馬した馬・騎手等が残っているなどの理由で障害飛越が危険だと判断される場合に、障害の前で係員がチェッカーフラッグを振って当該障害を迂回するように促すことがある（詳細はグランドナショナル#チェッカーフラッグを参照）。
日本においては、市松模様の若者向けファッションアイテムに関して、しばしば「チェッカーフラッグ柄」と表記される。欧米にも同様の柄のファッションアイテムは当然ながら存在するが、こちらでは「Checkerboard Pattern（チェッカー盤柄）」と呼ぶ。これはチェッカーフラッグが由来するものではなく、チェス盤が由来する為である。ほとんどがモータースポーツのチェッカーフラッグの意味は含まれないが、モータースポーツをテーマにしたデザインで市松模様が使われる場合がある。

## デジフラッグ
冒頭でも触れたとおり、近年ではLEDを使用した電子レース旗が採用されるレースも見受けられる。電光掲示板と同じ原理で光源となるLEDを密集させてレース旗として掲示する。この形式のレース旗を初めて採用したのはF1で、2008年のF1世界選手権にて初開催となったシンガポールGPが最初となる。尚、デジフラッグはイタリアのバレリオ・マイオーリ社の登録商標である。デジフラッグが使用された理由はシンガポールGPがF1初のナイトレースとなる為に競技進行上レース旗掲示の問題が発生した為である。当初は安全性の問題も指摘されたが、MTBF5万時間、明度も3000ルクスを確保し夜間の連続使用でも十分な安全であると様々な危険を分析した上で安全を認めて使用した。その後、F1初のトワイライトレースとなった2009年アブダビGPでもデジフラッグが採用され、現在は全てのレースで使用されている。その後は昼間に開催されるいくつかのレースでもデジフラッグが採用されており、多くのレーシングカテゴリでデジフラッグの採用が進んでいる。日本においては、鈴鹿サーキット等が常設されている。

### イエローフラッグ（デジ）

通常のイエローフラッグの静止掲示として。
振動掲示の場合、点滅する。
セーフティカーが入る場合は、LED板の上に「SC」と表示される。
「SC」と振動掲示（点滅）を両方行う場合。
バーチャルセーフティカーとなった場合、LED板の上に「VSC」と表示される。

### グリーンフラッグ（デジ）

通常のグリーンフラッグの静止掲示として。
振動掲示のグリーンフラッグの場合。

### レッドフラッグ（デジ）

赤旗の表示も可能である。
赤旗も振動掲示の場合は点滅させる。

### ブルーフラッグ（デジ）

青旗の静止表示。
青旗の振動表示。

### その他の旗（デジ）

FIAカテゴリではあまり使用しない白旗の表示も可能。
LEDを使用しているので、オイルフラッグの表示も可能である。

上記の通り、1枚のデジフラッグで黄旗、緑旗、赤旗、青旗、白旗、オイル旗、そして「SC」及び「VSC」の表示が可能となっている。静止掲示の場合は点灯、振動掲示の場合は点滅で表現する。これらのレース旗掲示はマーシャルコントロールボックスと呼ばれる操作パネルで行う。電子化に伴い集中管理も可能となる為、マーシャル長（競技主催者）がレース全体に早急なメッセージの伝達を行う必要がある場合は、マーシャル長のコントロールボックスでサーキット全体のデジフラッグを遠隔操作することも可能である。尚、黒旗に関しては、別途で黒旗掲示専用のディスプレイが必要となる。一部のコースでは雨が降るアニメーションが表示されるデジフラッグも存在する。

## その他のレース競技に使用されるレース旗

この赤十字旗はオートバイレースにおいて救急車両がコース上に入っていることを意味する。

カート
カート競技においても他レースカテゴリーと同じように多くのレース旗は共通した意味合いも持っているが、カート競技ならではの旗もいくつか存在する。
オートバイによるレース
国際レースに関しては、旗の大きさ、色は自動車レースと変わらないが一部の旗に関しては自動車レースで使用されるレース旗のメッセージ性と意味が違うものが存在する。又、オートバイレースにしか使用しないレース旗も存在する。
ボートなど船舶によるレース
船舶レースに使用されるレース旗は海上で使用される国際信号旗に準拠し、国際セーリング連盟の競技規則とその船舶レースに必要性が認められるレース旗を選定して使用される。つまりヨットやカヌーなどレース種目によって競技の在り方や性質も違ってくる為であり、どのようなレース旗が使用されるかは参加選手に予め「帆走指示書」を手渡されレース旗についても明記される。一般的にレース旗を「視覚信号」と呼び、これを参加選手に対して指示される。レース旗とは別に「音響信号」（※ : ホーン・号砲・ブザーなど）で知らされるが、これはあくまでレース旗、つまりは視覚信号に対する注意を選手達に向けさせる為に音響信号が発せられる為、副信号の役割である。
（※ : 詳細は国際信号旗、ヨット#ヨットレースなどを参照。）